# Oberonia elbertii
Oberonia elbertii är en orkidéart som beskrevs av Johannes Jacobus Smith. Oberonia elbertii ingår i släktet Oberonia och familjen orkidéer. Inga underarter finns listade i Catalogue of Life.